# Jetconnect
Jetconnect es una aerolínea con sede en Auckland, Nueva Zelanda, subsidiaria de la aerolínea australiana Qantas Airways. Sirve para conexiones internacionales entre Australia y Nueva Zelanda, vuela bajo la marca Qantas y es miembro de la alianza Oneworld. Su base principal es el aeropuerto de Auckland. 
La compañía fue fundada en julio de 2002 y comenzó sus operaciones en octubre del mismo año. También operaba servicios domésticos dentro de Nueva Zelanda hasta que estos servicios fueron absorbidos por Jetstar el 10 de junio de 2009. 
Sus principales objetivos fueron Auckland, Wellington, Rotorua, Christchurch y Queenstown.
Emplea equipo con sede en Nueva Zelanda y opera aeronaves matriculadas en Nueva Zelanda.